# Maximiliano Comba
Maximiliano Gabriel Comba (La Cautiva, 16 gennaio 1994) è un calciatore argentino, attaccante del Volo.

## Caratteristiche tecniche
È un centravanti.

## Carriera
Ha esordito in Primera División  il 4 settembre 2018 disputando con il Gimnasia (LP) l'incontro pareggiato 1-1 contro il San Martín (T).